# Kommunikationer i Köpenhamn
Kommunikationer i Köpenhamn omfattar såväl buss- och spårtrafik, som flygplatser, hamnar och vägtrafikleder.

## Busstrafik
Busstrafiken har sedan spårvagnarna togs bort kring 1970 övertagit dessas roll, den allra sista linjen stängdes 1974. Sedan Köpenhamns metro och S-tågens utbyggda "ringbana" tagits i bruk har stora förändringar gjorts i busstrafiken. En del linjer har lagts ner, andra dragits om och framförallt har man infört de s.k. A-bussarna, vilka inte stannar på alla hållplatser de passerar. Därutöver har de s.k. S-bussarna införts utanför centrala Köpenhamn, detta för att underlätta transport mellan olika förorter. Vissa linjer saknar tidtabell eftersom de skall köra "kontinuerligt" medan andra linjer fått 10-20-minuterstrafik (5 eller 6 minuter var standard mellan 1970-talet och 1990-talet).

## Spårtrafik

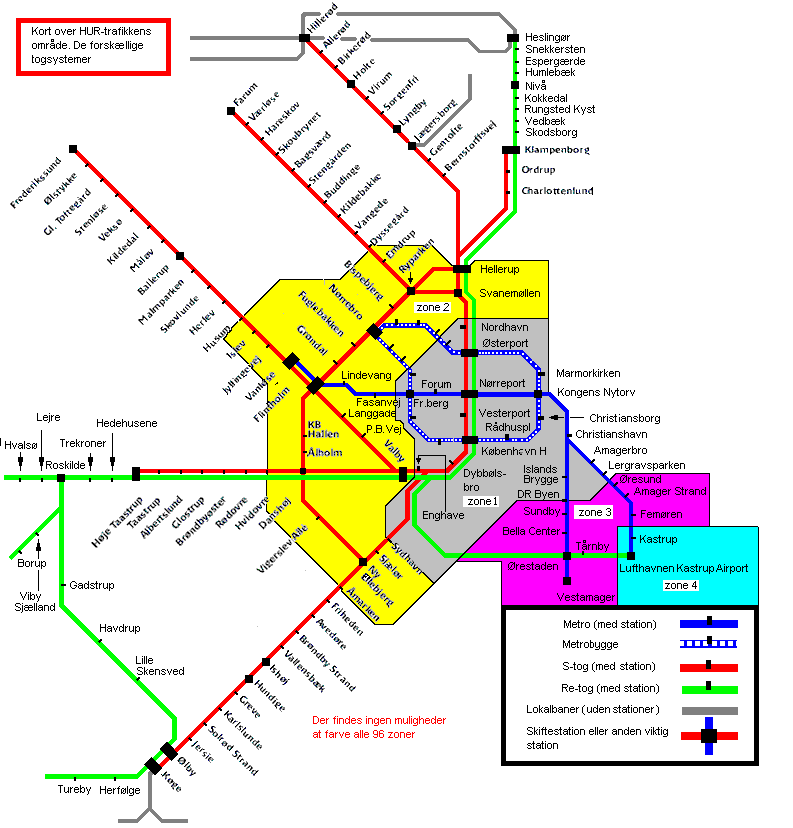
Spårtrafik i Köpenhamn

Köpenhamns lokaltrafikområde har sammanlagt fyra olika typer av spårbunden trafik avsedda för transport inom området. 
- Re-tog, regionaltåg/interregionaltåg (som mer påminner om svenska pendeltåg), i delar av Amager samt genom city går de i tunnel (se vidare Boulevardtunneln). Öresundstågen kör som Re-tog i Danmark. Delar spår med IC-tåg och expresståg (på vilka biljetterna inte gäller).
- S-tog, ett slags blandning av pendeltåg och tunnelbana. (Mycket lik S-bahn i Hamburg och Berlin). Har ett helt eget spårsystem. Går vanligtvis som högbana eller i öppna tråg. I centrum i tunnel (Boulevardtunneln).
- Metro, komplement till S-tågen. Går både som högbana och i tunnel. Under kraftig utbyggnad, en helt underjordisk "cirkellinje" med "avfartslinjer"[förtydliga] har börjat byggas, och beräknas vara helt klar till 2018, men vissa etapper tidigare än så. Metron kan köras manuellt av konduktören, men liksom DLR i London kör de normalt automatiskt. Därför kan man sitta längst fram och se spåren.
- Vanligen dieseldrivna, men likväl fullt moderna Lokalbanor, börjar i utkanterna av S-tågen och kör till perifera delar av området[1]
- En snabbspårväg genom främst Köpenhamns västra förorter är under byggnad, Hovedstadens Letbane.

## Hamnbussarna
Frånsett guidade (och oguidade) rundturer i hamnen och på kanalerna i Christianshavn och runt Folketingets byggnad, Christiansborgs slott under sommaren, finns en året runt gående reguljär Havnebus (med inomhusplatser) som färdas från hållplatser mellan Själlandssidan av hamnen och Christianshavn. På denna hamnbuss gäller den vanliga lokaltrafikens biljetter och zonsystem. "Havnebusen" är ett relativt nytt[när?] färdmedel i kollektivtrafiken och påkallades bland annat av svårigheter att ta sig till den nya Operan.[källa behövs]

## Flygplatser
Köpenhamns internationella flygplats Kastrup ligger på Amager, nära Öresundsförbindelsens landfäste på danska sidan. En av rullbanorna är utrustad med ILS CAT III åt ena hållet (bana 22L), som innebär att de modernaste planen kan landa med nollsikt under förutsättning att det inte blåser för mycket eller åt fel håll.
Höjden över havet är 20 fot, vilket gör att höjdmätaren kan användas "direkt" utan avdrag, under förutsättning att korrekt lufttryck meddelas. Samtliga banor har dessutom en inflygningsvinkel under 1 grad. Istället för flera små terminaler finns en mindre inrikesterminal samt två mycket stora utrikesterminaler. En fjärde terminal har precis[när?] börjat byggas. 
Flygplatsen har en järnvägsstation med två underjordiska perronger, samt en metrostation med högbaneperrong. SAS, Tomas Cook Airways, Cimber Air, Maersk och Norwegian Airways har sitt trafiknav och trafikkontor på Kastrup.
Även Roskilde flygplats finns, med främst privatflyg samt mindre jetplan.[källa behövs]

## Hamn
Köpenhamns hamn sträcker ut sig i nord-sydlig riktning. Bilfärjor avgår dagligen till Oslo, Świnoujście i Polen och Bornholm. Sedan några år tillbaka har Köpenhamn och Malmö bildat ett gemensamt bolag - Copenhagen - Malmo port
Köpenhamnsområdet har ett femtontal småbåtshamnar varav Svanemøllehavnen rymmer 1100 båtar, främst segelbåtar. Även KMK:s lystbådehavn på Amagers nordspets finns här.

## Motorvägar och större trafikleder
Runt Köpenhamn finns 3 större ringvägar.
Radiellt ut från city och brokvarterens boulevardförlängningar utgår motorvägar till Helsingör (E47/E55), Kongens Lyngby, Hilleröd, Roskilde-Holbæk, Frederikssund, Amager-Kastrup-Öresundsförbindelsen (E20), samt mot Köge (E47/E20), där den delar upp sig mot Rødby/Gedser och Stora Bält (Storabältförbindelsen till Fyn).